# Tinglev
Tinglev – miasto w Danii, w regionie Dania Południowa, w gminie Aabenraa.